# Mpuguso
Mpuguso ist ein Verwaltungsbezirk (Ward) des Distrikts Rungwe in der tansanischen Region Mbeya.

## Geografie
Mpuguso ist ein Bezirk im Südwesten von Tansania. Er liegt im hügeligen Mittelland des Distrikts etwa sieben Kilometer südlich der Distrikthauptstadt Tukuyu. Es regnet zwischen 800 und 2200 Millimeter im Jahr. Die Fläche des Bezirks beträgt 22 Quadratkilometer und bei der Volkszählung 2022 lebten hier 14.298 Menschen in 4188 Haushalten.

## Geschichte
Die Bevölkerungsanzahl stieg von 12.223 bei der Volkszählung 2002 auf 13.969 im Jahr 2012 und dann auf 14.298 bei der Zählung 2022.

## Gliederung
Der Bezirk besteht aus vier Gemeinden (Mtaa) mit 15 Orten (Kitongoji):
| Isajilo - Kisindile - Igembe - Katumba - Nkuyu - Mbyanga - Kilonganongwa - Isajilo | Mpumbuli - Kibanja - Mpumbuli | Mibula - Kinela - Igembe - Mibula | Mpuguso - Mpuguso - Katumba - Ushirika |

## Wirtschaft und Infrastruktur
- Landwirtschaft: Es werden überwiegend Avocados, Tee, Kaffee, Kardamom, Mais, Mango, Bohnen, Bananen und Erdnüsse angebaut.[4] Die wichtigsten Nutztiere sind Rinder.[9]
- Bildung: Das staatliche Mpuguso Teacher Training College bildet für Grundschullehrer aus.[10] Die Mpuguso Secondary School ist eine weiterführende Schule bis zur 4. Stufe für Mädchen und Burschen.[11]
- Gesundheit: Das Mpuguso-Gesundheitszentrum behandelt Patienten ambulant und stationär.[12]
- Verkehr: Die wichtigste Straßenverbindung ist die asphaltierte Nationalstraße T10, die den Bezirk von Norden nach Süden durchquert. Nach Norden führt sie in die Distrikthauptstadt Tukuyu und weiter in die Regionshauptstadt Mbeya, nach Süden zum Malawisee.[3][13]